# Кирганик
Кирганик (в верховье Левый Кирганик, Луговая) — река в Мильковском районе Камчатского края России. Впадает в реку Камчатка слева на расстоянии 550 км от устья. Длина реки — 121 км. Площадь водосборного бассейна насчитывает 1460 км². Вытекает из озера Горное, которое расположено на восточных склонах горы Солнечная (1462 м) Срединного хребта.
Гидроним вероятно произошёл от ительменского кыргокыр — «кедровник».

## Притоки
(км от устья)
- 9 км: Моховая (лв)
- 11 км: Каханок (лв)
- 2-я Соулочная (лв)[5]
- 1-я Соулочная (лв)[6]
- Соулочная (Ветловая) (пр)
- 67 км: Правый Кирганик (пр)
- 91 км: Обрывистый (лв)
- Средний (пр)
- Рудный (пр)
- 96 км: Звонкий (лв)
- 97,6 км: Озерновская (пр)
- 98 км: Берёзова (пр)
- 102 км: Луговая (пр)[7]